# Ulica Wincentego Witosa w Olsztynie
Ulica Wincentego Witosa – jedna z głównych ulic olsztyńskiego osiedla Jaroty. Rozciąga się od skrzyżowania z ul. T. Płoskiego do skrzyżowania z ulicami Kubusia Puchatka i ul. I. Krasickiego. Drogą główną stała się dopiero w 2010 r. po dobudowaniu drugiej, większej części jezdni i połączeniu jej z ul. Płoskiego, stanowiącą przedłużenie al. gen. W. Sikorskiego.
Patronem ulicy jest Wincenty Witos.

## Historia ulicy
Ulice Witosa i przedłużenie al. Sikorskiego (obecnie ul. T. Płoskiego) zostały zaprojektowane jako główne arterie południowych Jarot jeszcze w latach 80. XX w. Jednak obie te ulice zostały wybudowane jednocześnie dopiero w latach 2010-2011 (z wyłączeniem krótkiego odcinka ul. Witosa od skrzyżowania z ul. Kanta do ul. Krasickiego, który powstał wcześniej).
Przedłużenie ulicy Witosa do Płoskiego było podzielone na trzy etapy. Pierwszy: przedłużenie ul. Sikorskiego od skrzyżowania z ul. Wilczyńskiego do ul. Jarockiej. Drugi: budowa ul. Witosa od ul. Kanta do ul. Janowicza. Trzeci: budowa ul. Witosa od ul. Janowicza do jej połączenia z ul. Sikorskiego. Obie drogi tworzą miejską miniobwodnicę Jarot.
Od czasu dobudowania nowej części drogi, ulica ta stała się główną ulicą południowej części osiedla Jaroty i przejęła część ruchu z ul. Wilczyńskiego, która nie była nigdy projektowana jako droga główna.

## Dane drogi
Droga stanowi łącznik pomiędzy ulicami Płoskiego i Krasickiego. Jest to droga dwujezdniowa (z pasem zieleni pośrodku) o dwóch pasach ruchu w każdym kierunku. Przez ulicę przebiega 6 skrzyżowań, w tym na dwóch z nich: z ulicą Kanta oraz z ulicami Płoskiego i Bukowskiego, ustawiona została sygnalizacja świetlna. 
Przez ulicę przebiega kilka tras linii autobusowych: 127, 205, 303 i sezonowo 307. Od 2015 r., przez ulicę przebiega torowisko tramwajowe, po którym kursują linie nr 1 i 2, mające krańcówkę przy skrzyżowaniu z ul. Kanta.